# Giuseppina Pesce
Giuseppina Pesce dite Giusy Pesce, née à Rosarno vers 1980, est une pentita italienne du clan mafieux des Pesce de Rosarno. Elle est arrêtée en 2010 et décide de coopérer avec la justice italienne à la suite de la découverte de sa relation extra-conjugale par sa famille, et pour que ses enfants échappent à une vie de 'Ndranghetistes.

## Biographie
Giuseppina Pesce, dite Giusy Pesce, naît dans la 'Ndrina Pesce (en) de Rosarno, dans la plaine de Gioia Tauro. C'est l'une des familles les plus puissantes de la mafia calabraise. Ses parents sont Angela Ferraro et Salvatore Pesce. Alors qu'elle a 13 ans, elle est courtisée par un homme plus âgé qu'elle, Rocco Palaia. Sa famille la somme de renoncer à le voir, ou de déclarer des fiançailles officielles. Après avoir vérifié le sérieux de ses intentions, elle opte pour la seconde solution, et elle est alors assignée à vivre en recluse chez ses parents, du fait de son statut de fiancée, ni sa mère ni sa sœur n'acceptant de lui servir de chaperonnes, ce qui lui aurait permis des sorties. À 14 ans, ayant fini le cycle d'études s'arrêtant en huitième, elle souhaite devenir enseignante, mais en l'absence d'institut de formation à Rosarno, il aurait été nécessaire qu'elle aille dans une autre ville pour faire ses études, chose impensable aussi bien pour sa famille que pour son fiancé. La même année, après une dispute avec sa mère, et refusant le sort de recluse qui lui est promis jusqu'à sa majorité, elle décide de s'enfuir avec lui, et a son premier enfant l'année suivante, en 1995. Toutefois, la jeune famille est entretenue par le père de Rocco Palaia, qui ne travaille pas, et ne prend soin ni d'elle, ni de leur fille. Très rapidement il se met à la battre. Les familles refusent l'idée du divorce auquel elle pense.
Par la suite, il enchaîne les allers-retours entre périodes d'emprisonnement et retour au foyer, continuant de maltraiter sa famille. Les subsides accordés par son beau-père permettent à Giusy Pesce de survivre, mais pas d'offrir un minimum de fantaisie à ses désormais trois enfants. Son père prend alors l'initiative d'ouvrir un supermarché pour lui procurer un emploi de caissière, mais le magasin fait faillite. Son beau-père l'embauche alors en 2008 comme ouvrière dans son usine de fruits confits. Elle y fait la connaissance de Domenico Costantino, un homme qui tombe amoureux d'elle, la soutient et accompagne ses enfants à l'école, ou elle-même lorsqu'elle rend visite à son frère en prison. Cette sollicitude est remarquée dans la ville, et son cousin Ciccio 'u Testuni la fait suivre jour et nuit jusqu'à obtenir la preuve qu'ils sont amants. Elle est sauvée par son arrestation en 2010.

### Contexte familial
Le père de Giuseppina Pesce, Salvatore Pesce, est le Capobastone (en) de la 'Ndrina Pesce (en) et son oncle est Antonino Pesce.
Giuseppe Pesce (1923-1992) est le chef historique du clan Pesce. Il transforme le clan, à l'origine une organisation criminelle rurale au service de larges propriétaires terriens, en une entreprise criminelle de grande envergure influente dans le milieu de la 'Ndrangheta, surtout grâce à sa capacité à éviter les conflits à travers la médiation.
Antonino Pesce (né en 1953) et son frère Salvatore Pesce (né en 1961) dirigent le clan à la suite du retrait de Giuseppe Pesce en 1992. Antonino Pesce est arrêté en février 1993. Salvatore Pesce est lui arrêté pour trafic international de drogue le 30 novembre 2005. Après cela, Francesco Pesce, le fils d'Antonio prend la tête du clan.
En prison, Salvatore Pesce se sert de la Radio Olimpia, une station de radio locale, pour envoyer des messages codés. Il donnait les noms de chansons à sa femme, lui ordonnant d'en faire passer à la radio en fonction de la situation à l'extérieur.

### Arrestation
Le 26 avril 2010 débute l'opération All Inside menée par le procureur adjoint Roberto Di Palma puis par la procureure Alessandra Cerreti contre des membres de la famille Pesce, pour association mafieuse, extorsion et trafic de stupéfiants. Des biens d'une valeur de 10 millions d'euros sont saisis,,. 10 personnes qui font l'objet d'un mandat d'arrêt sont en fuite.
Giuseppina Pesce est arrêtée en compagnie de Domenico Costantino en plein milieu de la nuit, ce qui est rapporté par la presse calabraise. Quelques semaines auparavant, l'oncle de Giuseppina, Vincenzo lui avait lancé un avertissement : sa famille après l'avoir fait suivre par son cousin Francesco, la soupçonne d'avoir une liaison avec Domenico, ce qui est interdit et puni de mort par le code de l'honneur de la 'Ndrangeta. Giuseppina décide alors de collaborer avec la justice. L'année précédente en 2009, Lea Garofalo a été assassinée par son propre mari, et Denise Garofalo-Cosco, sa fille est encore sous la coupe de l'assassin, son propre père Carlo Cosco, qui projette de l'assassiner aussi. Giuseppina est également motivée par le fait qu'à la suite de son arrestation ses propres enfants (Angela, Gaetano et Elisea), pour lesquels elle n'envisage pas un avenir criminel, sont désormais dans la famille de son mari, Rocco.
Giuseppina entame une grève de la faim et tente même de se suicider dans sa cellule. Elle ne supporte pas l'éloignement avec ses enfants, dont elle n'a jamais été séparée. Le 27 mai 2010, lors du procès de Carlo Cosco, il devient évident que la justice n'a pas protégé suffisamment Léa Garofalo et sa fille. Les procureurs sont pointés du doigt pour leur manque de compassion envers les victimes de la mafia et les femmes repenties qui acceptent de coopérer avec la justice. Dans le même temps, Alessandra Cerretti est convaincue que le sexisme même des procureurs les empêche de saisir l'importance du rôle des femmes dans la structure de la 'Ndrangetta.

### Collaboration avec la justice
Giuseppina Pesce, alors détenue à la prison San Vittore de Milan, craque et le 14 octobre 2010 elle commence à coopérer avec les magistrats de la direction du district antimafia de Reggio Calabria, sous la direction du procureur Giuseppe Pignatone.
Elle dévoile qu'elle a tenu le rôle d'agent de liaison entre Salvatore Pesce, son père alors emprisonné, et les membres de son clan, dont son frère Francesco. Elle transmettait des ordres d'extorsions et de blanchiment d'argent dans des activités illégales. Ses révélations mènent à l'opération policière All inside 2.
L'opération se termine le 23 novembre 2010, conduisant à l'arrestation de 30 personnes accusées d'association avec la mafia. Grâce à Giuseppina Pesce, l'organigramme des Pesce de Rosarno est révélée. Elle désigne notamment Francesco Pesce dit Testuni comme un des criminels les plus dangereux du clan Pesce. Il est arrêté le 9 août 2011 dans la zone du port de Gioia Tauro,.
En 2011, grâce à la coopération de Giuseppina Pesce, l'opération All Clean est menée à bien malgré les pressions psychologiques exercées sur elle et ses enfants par des membres de sa famille : son mari Rocco Palaia, son beau-père Gaetano Palaia, sa belle-sœur Angela Palaia, Angelo Ietto, ses beaux-frères Gianluca et Giovanni Palaia, sa mère Angela Ferraro et sa sœur Marina Pesce, en prison depuis le 4 octobre 2011.
Grâce à cette collaboration, la police italienne saisit le 21 avril 2011 environ 190 millions d'euros d'actifs du clan. Parmi les biens saisis figurent 40 entreprises dans les secteurs du transport, de l'agriculture et du commerce, 44 appartements, quatre villas, 60 terrains, 164 voitures et même deux équipes de football, Interpiana et Sapri.
Le 20 septembre 2011, 11 membres du clan sont condamnés lors du procès All Inside. Les chefs du clan, Vincenzo Pesce et Francesco Pesce, ce dernier étant connu sous le nom de « Cicciu testuni », sont condamnés à 20 ans de prison. Le témoignage de Giuseppina Pesce est un élément important du procès.

## Série télévisée
La vie de Giusy Pesce est retracée avec celle d'autres repenties ou dénonciatrices de Rosarno dans la série télévisée de Disney +, The Good Mothers. Les autres héroïnes de la série issues de la 'Ndrangetha sont toutes mortes lors de sa parution, Maria Concetta Cacciola  ayant été empoisonnée par ingestion d'acide chlorhydrique après avoir renoncé à témoigner contre sa famille et étant rentrée  chez elle.
Non consultée pour ce tournage, Giusy Pesce conteste auprès de la société de production le contenu des trois premiers épisodes, sans rapport avec la réalité, et la figure de monstre sous laquelle est présentée son père, alors qu'elle le décrit comme un père aimant lui servant toujours de référence. Pour son avocat, ce film met sa vie en danger.